# Ana Peleteiro Brión
Ana Peleteiro-Compaoré Brión (Ribeira, 2 de desembre de 1995) és una atleta gallega, especialitzada en la modalitat de triple salt. Ha participat en una Olimpíada, i va guanyar la medalla de bronze als Jocs Olímpics de Tòquio 2020. A més, ha guanyat 1 medalla de bronze en el Campionat d'Europa de Berlín 2018.

## Trajectòria
Es va formar a la seva localitat natal, competint fins als 17 anys per l'Associació d'Atletisme i Esports do Barbanza, entrenada per Abelardo Moure. El juny de 2013 es va traslladar a Madrid, per continuar la seva progressió al Centre d'Alt Rendiment per a esportistes de la capital estatal, i l'1 d'octubre del mateix any va materialitzar el fitxatge per la secció d'atletisme del Futbol Club Barcelona.
El 12 de juliol de 2012, amb 16 anys, es va proclamar campiona mundial júnior de l'especialitat, amb un salt de 14,17 m., amb el qual també va batre la millor marca europea de tots els temps de la categoria juvenil. Actualment, estudia Ciències de l'Activitat Física i Esport a l'INEF.
El 2018 va obtenir els seus primers èxits internacionals en categoria absoluta. El 3 de març d'aquell any va aconseguir la medalla de bronze als Campionat del Món en pista coberta de Birmingham, després de realitzar en un salt la seva millor marca personal amb 14,40 m. I el 10 d'agost també va aconseguir el bronze en el Campionat d'Europa a l'aire lliure, celebrat a Berlín.
El 2019 va aconseguir la medalla d'or al Campionat d'Europa en pista coberta amb un salt de 14,73 m, nou rècord d'Espanya absolut.
El 2021 va aconseguir la medalla de bronze als Jocs Olímpics d'Estiu de 2020 disputats a Tòquio, batent dues vegades el rècord d'Espanya absolut amb una marca final de 14,87 m.
El 2022 s'iniciava amb una 8a posició en el Campionat del Món de Pista de Coberta de Belgrad. No va competir més durant aquest any arrel de l'embaràs de la seva primera filla, que va néixer en el mes de desembre. Tot i que el 2023, tornava a la competició, no es va poder classificar pel Campionat del Món de Budapest.
El 2024, l'atleta gallega aconseguia la medalla de bronze al Campionat del Món en Pista Coberta de Glasgow, amb un salt de 14,75m.

## Millors marques
Actualitzat a 20 de març de 2024
| Disciplina        | Modalitat     | Distància/Temps | Esdeveniment/Any                           | Lloc       |
| ----------------- | ------------- | --------------- | ------------------------------------------ | ---------- |
| Triple salt       | pista coberta | 14.75 m.        | Campionat del Món en pista coberta de 2024 | Glasgow    |
| Triple salt       | aire lliure   | 14.87 m.        | Jocs Olímpics d'Estiu de 2020              | Tòquio     |
| Salt de llargada  | pista coberta | 5.87 m.         | 2013                                       | La Corunya |
| Salt de llargada  | aire lliure   | 6.07 m.         | 2019                                       | Eivissa    |
| 60 metres llisos  | pista coberta | 7.56 seg.       | 2014                                       | Madrid     |
| 100 metres llisos | aire lliure   | 11.93 seg.      | 2014                                       | Pontevedra |

## Palmarès

### Internacional
| Any  | Competició                              | Seu                    | Posició | Prova       | Distància |
| ---- | --------------------------------------- | ---------------------- | ------- | ----------- | --------- |
| 2011 | Campionat del Món sub-18                | Lilla, França          | 3a      | triple salt | 12.92 m.  |
| 2011 | Festival Olímpic de la Joventut Europea | Trebisonda, Turquia    | 1a      | triple salt | 13.17 m.  |
| 2012 | Campionat del Món sub-20                | Barcelona, Catalunya   | 1a      | triple salt | 14.17 m.  |
| 2013 | Campionat d'Europa sub-20               | Rieti, Itàlia          | 3a      | triple salt | 13.29 m.  |
| 2017 | Campionat del Món                       | Londres, Anglaterra    | 7a      | triple salt | 14.23 m.  |
| 2018 | Campionat del Món en pista coberta      | Birmingham, Anglaterra | 3a      | triple salt | 14.40 m.  |
| 2018 | Campionat d'Europa                      | Berlín, Alemanya       | 3a      | triple salt | 14.44 m.  |
| 2019 | Campionat d'Europa en pista coberta     | Glasgow, Escòcia       | 1a      | triple salt | 14.73 m.  |
| 2019 | Campionat Europeu per Nacions           | Bydgoszcz, Polònia     | 2a      | triple salt | 14.27     |
| 2019 | Campionat del Món                       | Doha, Qatar            | 6a      | triple salt | 14.47 m.  |
| 2021 | Jocs Olímpics                           | Tòquio, Japó           | 3a      | triple salt | 14.87 m.  |
| 2022 | Campionat del Món en pista coberta      | Belgrad, Sèrbia        | 8a      | triple salt | 14.30 m.  |
| 2024 | Campionat del Món en pista coberta      | Glasgow, Escòcia       | 3       | triple salt | 14.75 m.  |

## Vida personal
Peleteiro està casada amb l'atleta francès Benjamin Compaoré.